# Impatiens inaperta
Impatiens inaperta là một loài thực vật có hoa trong họ Bóng nước. Loài này được (H. Perrier) H. Perrier mô tả khoa học đầu tiên năm 1934.